# Squash-Mannschaftsweltmeisterschaft 2024/Damen/Kader
Dieser Artikel enthält die Kader der 23 Nationalmannschaften der Damen bei der Squash-Mannschaftsweltmeisterschaft 2024 in Hongkong.

## Gruppe A

### Ägypten
| Agypten | Rang | Name             | Geburtsdatum      | WRL | Einsätze | Siege | Niederlagen |
| ------- | ---- | ---------------- | ----------------- | --- | -------- | ----- | ----------- |
| Agypten | 1.   | Nour El Sherbini | 1. November 1995  | 2   | 4        | 4     | ―           |
| Agypten | 2.   | Hania El Hammamy | 1. September 2000 | 3   | 2        | 2     | ―           |
| Agypten | 3.   | Rowan Elaraby    | 29. Juli 2000     | 7   | 4        | 4     | ―           |
| Agypten | 4.   | Amina Orfi       | 29. Juni 2007     | 8   | 3        | 3     | ―           |

### Japan
| Japan | Rang | Name               | Geburtsdatum      | WRL | Einsätze | Siege | Niederlagen |
| ----- | ---- | ------------------ | ----------------- | --- | -------- | ----- | ----------- |
| Japan | 1.   | Satomi Watanabe    | 15. Januar 1999   | 12  | 5        | 4     | 1           |
| Japan | 2.   | Akari Midorikawa   | 15. August 2005   | 128 | 5        | 2     | 3           |
| Japan | 3.   | Mahiro Nishio      | 24. April 2008    | 426 | 2        | ―     | 2           |
| Japan | 4.   | Erisa Sano Herring | 4. September 2000 | 133 | 2        | 1     | 1           |

### Spanien
| Spanien | Rang | Name            | Geburtsdatum   | WRL | Einsätze | Siege | Niederlagen |
| ------- | ---- | --------------- | -------------- | --- | -------- | ----- | ----------- |
| Spanien | 1.   | Marta Domínguez | 2. August 2001 | 58  | 5        | 3     | 2           |
| Spanien | 2.   | Cristina Gómez  | 6. Juli 1998   | 111 | 3        | 1     | 2           |
| Spanien | 3.   | Ona Blasco      | ―              | 170 | 2        | 1     | 1           |
| Spanien | 4.   | Noa Romero      | 4. Januar 2004 | 361 | 4        | 3     | 1           |

## Gruppe B

### Vereinigte Staaten
| Vereinigte Staaten | Rang | Name             | Geburtsdatum       | WRL | Einsätze | Siege | Niederlagen |
| ------------------ | ---- | ---------------- | ------------------ | --- | -------- | ----- | ----------- |
| Vereinigte Staaten | 1.   | Olivia Weaver    | 15. September 1995 | 4   | 2        | 1     | 1           |
| Vereinigte Staaten | 2.   | Amanda Sobhy     | 29. Juni 1993      | 30  | 5        | 4     | 1           |
| Vereinigte Staaten | 3.   | Marina Stefanoni | 30. November 2002  | 38  | 4        | 3     | 1           |
| Vereinigte Staaten | 4.   | Caroline Fouts   | 8. September 2005  | 66  | 4        | 4     | ―           |

### Schottland
| Schottland | Rang | Name             | Geburtsdatum      | WRL | Einsätze | Siege | Niederlagen |
| ---------- | ---- | ---------------- | ----------------- | --- | -------- | ----- | ----------- |
| Schottland | 1.   | Georgia Adderley | 8. Januar 2001    | 24  | 6        | 6     | ―           |
| Schottland | 2.   | Alison Thomson   | 3. Mai 1996       | 94  | 5        | 2     | 3           |
| Schottland | 3.   | Ellie Jones      | 3. Juli 1998      | 247 | 4        | 1     | 3           |
| Schottland | 4.   | Robyn McAlpine   | 1. September 2006 | 174 | 3        | ―     | 3           |

### Deutschland
| Deutschland | Rang | Name            | Geburtsdatum       | WRL | Einsätze | Siege | Niederlagen |
| ----------- | ---- | --------------- | ------------------ | --- | -------- | ----- | ----------- |
| Deutschland | 1.   | Saskia Beinhard | 2. März 1999       | 67  | 6        | 2     | 4           |
| Deutschland | 2.   | Katerina Tycova | 16. Mai 1999       | 109 | 5        | 3     | 2           |
| Deutschland | 3.   | Maya Weishar    | 13. September 2006 | 162 | 6        | 4     | 2           |
| Deutschland | 4.   | Aylin Günsav    | 22. Dezember 1996  | 210 | ―        | ―     | ―           |

### China
| China Volksrepublik | Rang | Name         | Geburtsdatum      | WRL | Einsätze | Siege | Niederlagen |
| ------------------- | ---- | ------------ | ----------------- | --- | -------- | ----- | ----------- |
| China Volksrepublik | 1.   | Liu Ziyi     | 22. November 2006 | 248 | 5        | ―     | 5           |
| China Volksrepublik | 2.   | Hu Jiahao    | ―                 | ―   | 3        | ―     | 3           |
| China Volksrepublik | 3.   | Lu Chunjing  | 12. Juni 1996     | ―   | 5        | ―     | 5           |
| China Volksrepublik | 4.   | Zhang Yuning | ―                 | ―   | ―        | ―     | ―           |

## Gruppe C

### Belgien
| Belgien | Rang | Name           | Geburtsdatum       | WRL | Einsätze | Siege | Niederlagen |
| ------- | ---- | -------------- | ------------------ | --- | -------- | ----- | ----------- |
| Belgien | 1.   | Nele Coll      | 20. Februar 1996   | 9   | 5        | 4     | 1           |
| Belgien | 2.   | Tinne Gilis    | 29. Oktober 1997   | 5   | 5        | 4     | 1           |
| Belgien | 3.   | Marie Van Riet | 30. September 2003 | 230 | 3        | 1     | 2           |
| Belgien | 4.   | Chloé Crabbé   | 29. Juli 2005      | 284 | 2        | 1     | 1           |

### Indien
| Indien | Rang | Name              | Geburtsdatum      | WRL | Einsätze | Siege | Niederlagen |
| ------ | ---- | ----------------- | ----------------- | --- | -------- | ----- | ----------- |
| Indien | 1.   | Anahat Singh      | 13. März 2008     | 95  | 6        | 3     | 3           |
| Indien | 2.   | Akanksha Salunkhe | 24. Januar 1999   | 70  | 6        | 4     | 2           |
| Indien | 3.   | Nirupama Dubey    | 25. November 2005 | 206 | 5        | 1     | 4           |
| Indien | 4.   | Anjali Semwal     | 17. Juli 2002     | 172 | 3        | 1     | 2           |

### Kolumbien
| Kolumbien | Rang | Name            | Geburtsdatum      | WRL | Einsätze | Siege | Niederlagen |
| --------- | ---- | --------------- | ----------------- | --- | -------- | ----- | ----------- |
| Kolumbien | 1.   | Lucía Bautista  | 6. Dezember 2002  | 81  | 5        | 1     | 4           |
| Kolumbien | 2.   | Catalina Peláez | 4. September 1991 | 100 | 6        | 2     | 4           |
| Kolumbien | 3.   | Laura Tovar     | 10. November 1996 | 138 | 5        | 5     | ―           |
| Kolumbien | 4.   | María Tovar     | 5. August 1998    | 271 | 1        | 1     | ―           |

### Italien
| Italien | Rang | Name               | Geburtsdatum | WRL | Einsätze | Siege | Niederlagen |
| ------- | ---- | ------------------ | ------------ | --- | -------- | ----- | ----------- |
| Italien | 1.   | Cristina Tartarone | 4. Juni 2001 | 131 | 7        | 3     | 4           |
| Italien | 2.   | Monica Menegozzi   | 16. Mai 1991 | ―   | 5        | 1     | 4           |
| Italien | 3.   | Flavia Miceli      | ―            | ―   | 6        | ―     | 6           |
| Italien | 4.   | Beatrice Filippi   | ―            | ―   | 2        | ―     | 2           |

## Gruppe D

### England
| England | Rang | Name             | Geburtsdatum       | WRL | Einsätze | Siege | Niederlagen |
| ------- | ---- | ---------------- | ------------------ | --- | -------- | ----- | ----------- |
| England | 1.   | Sarah-Jane Perry | 15. Mai 1990       | 19  | 6        | 5     | 1           |
| England | 2.   | Jasmine Hutton   | 5. April 1999      | 20  | 5        | 5     | ―           |
| England | 3.   | Lucy Turmel      | 24. September 1999 | 22  | 3        | 3     | ―           |
| England | 4.   | Lucy Beecroft    | 7. Oktober 1996    | 33  | 3        | 2     | 1           |

### Kanada
| Kanada | Rang | Name            | Geburtsdatum      | WRL | Einsätze | Siege | Niederlagen |
| ------ | ---- | --------------- | ----------------- | --- | -------- | ----- | ----------- |
| Kanada | 1.   | Hollie Naughton | 21. Oktober 1994  | 26  | 6        | 2     | 4           |
| Kanada | 2.   | Nicole Bunyan   | 22. November 1993 | 49  | 5        | 3     | 2           |
| Kanada | 3.   | Nikki Todd      | 7. Juli 1990      | 258 | 5        | 3     | 2           |
| Kanada | 4.   | Niki Shemirani  | 20. Juni 2003     | 208 | ―        | ―     | ―           |

### Schweiz
| Schweiz | Rang | Name            | Geburtsdatum       | WRL | Einsätze | Siege | Niederlagen |
| ------- | ---- | --------------- | ------------------ | --- | -------- | ----- | ----------- |
| Schweiz | 1.   | Cindy Merlo     | 13. März 1998      | 54  | 4        | 1     | 3           |
| Schweiz | 2.   | Nadia Pfister   | 18. September 1995 | 87  | 6        | 2     | 4           |
| Schweiz | 3.   | Maja Maziuk     | 23. März 2007      | 329 | 5        | 2     | 3           |
| Schweiz | 4.   | Stella Kaufmann | 1. Mai 2004        | 298 | 3        | 1     | 2           |

### Südkorea
| Korea Sud | Rang | Name           | Geburtsdatum     | WRL | Einsätze | Siege | Niederlagen |
| --------- | ---- | -------------- | ---------------- | --- | -------- | ----- | ----------- |
| Korea Sud | 1.   | Heo Min-gyeong | 19. Juni 1996    | 160 | 6        | 1     | 5           |
| Korea Sud | 2.   | Eum Hwa-yeong  | 5. Oktober 1995  | 237 | 6        | 2     | 4           |
| Korea Sud | 3.   | Song Chae-won  | 25. Oktober 2000 | 338 | 4        | 1     | 3           |
| Korea Sud | 4.   | Ryoo Bo-ram    | 8. Januar 2000   | 381 | 3        | 1     | 2           |

## Gruppe E

### Malaysia
| Malaysia | Rang | Name                    | Geburtsdatum       | WRL | Einsätze | Siege | Niederlagen |
| -------- | ---- | ----------------------- | ------------------ | --- | -------- | ----- | ----------- |
| Malaysia | 1.   | Sivasangari Subramaniam | 24. Januar 1999    | 10  | 6        | 4     | 2           |
| Malaysia | 2.   | Rachel Arnold           | 16. April 1996     | 17  | 4        | 3     | 1           |
| Malaysia | 3.   | Aira Azman              | 29. September 2004 | 31  | 4        | 4     | ―           |
| Malaysia | 4.   | Aifa Azman              | 18. Dezember 2001  | 44  | 2        | 2     | ―           |

### Frankreich
| Frankreich | Rang | Name            | Geburtsdatum      | WRL | Einsätze | Siege | Niederlagen |
| ---------- | ---- | --------------- | ----------------- | --- | -------- | ----- | ----------- |
| Frankreich | 1.   | Mélissa Alves   | 29. Dezember 1993 | 18  | 5        | 3     | 2           |
| Frankreich | 2.   | Marie Stephan   | 14. März 1996     | 46  | 4        | 1     | 3           |
| Frankreich | 3.   | Énora Villard   | 27. Oktober 1993  | 61  | 5        | 3     | 2           |
| Frankreich | 4.   | Lauren Baltayan | 5. Mai 2007       | 79  | 5        | 3     | 2           |

### Irland
| Irland | Rang | Name           | Geburtsdatum      | WRL | Einsätze | Siege | Niederlagen |
| ------ | ---- | -------------- | ----------------- | --- | -------- | ----- | ----------- |
| Irland | 1.   | Hannah Craig   | 23. Januar 1999   | 71  | 6        | 4     | 2           |
| Irland | 2.   | Breanne Flynn  | 27. Mai 1995      | 121 | 6        | 3     | 3           |
| Irland | 3.   | Hannah McGugan | 29. Dezember 2003 | 314 | 4        | 1     | 3           |
| Irland | 4.   | Ciara Moloney  | 13. Mai 1987      | ―   | 2        | ―     | 2           |

### Macau
| Macau | Rang | Name           | Geburtsdatum   | WRL | Einsätze | Siege | Niederlagen |
| ----- | ---- | -------------- | -------------- | --- | -------- | ----- | ----------- |
| Macau | 1.   | Gigi Yeung     | 11. April 2001 | 287 | 6        | 2     | 4           |
| Macau | 2.   | Yeung Wai Leng | 2. April 2005  | 294 | 4        | ―     | 4           |
| Macau | 3.   | Leong Leng Lam | ―              | 466 | 3        | ―     | 3           |
| Macau | 4.   | Liu Kwai Chi   | 13. März 1991  | 180 | 4        | 2     | 2           |

## Gruppe F

### Hongkong
| Hongkong | Rang | Name          | Geburtsdatum      | WRL | Einsätze | Siege | Niederlagen |
| -------- | ---- | ------------- | ----------------- | --- | -------- | ----- | ----------- |
| Hongkong | 1.   | Tomato Ho     | 26. Oktober 1995  | 23  | 6        | 2     | 4           |
| Hongkong | 2.   | Chan Sin-Yuk  | 4. Juli 2002      | 59  | 6        | 4     | 2           |
| Hongkong | 3.   | Lee Ka-Yi     | 25. November 1993 | 41  | 4        | 3     | 1           |
| Hongkong | 4.   | Tong Tsz-Wing | 26. Juli 1992     | 48  | 5        | 5     | ―           |

### Australien
| Australien | Rang | Name             | Geburtsdatum     | WRL | Einsätze | Siege | Niederlagen |
| ---------- | ---- | ---------------- | ---------------- | --- | -------- | ----- | ----------- |
| Australien | 1.   | Jessica Turnbull | 23. Juni 1995    | 62  | 6        | 1     | 5           |
| Australien | 2.   | Alex Haydon      | 25. Juli 2001    | 68  | 4        | 3     | 1           |
| Australien | 3.   | Sarah Cardwell   | 10. Oktober 1991 | 83  | 5        | 3     | 2           |
| Australien | 4.   | Madison Lyon     | 8. Juni 2005     | 106 | 3        | 2     | 1           |

### Südafrika
| Sudafrika | Rang | Name              | Geburtsdatum     | WRL | Einsätze | Siege | Niederlagen |
| --------- | ---- | ----------------- | ---------------- | --- | -------- | ----- | ----------- |
| Sudafrika | 1.   | Hayley Ward       | 26. August 1997  | 89  | 7        | 5     | 2           |
| Sudafrika | 2.   | Teagan Leigh Roux | 6. Dezember 2000 | 232 | 5        | 1     | 4           |
| Sudafrika | 3.   | Alexa Pienaar     | 10. Juli 1994    | 233 | 5        | 1     | 4           |
| Sudafrika | 4.   | Helena Coetzee    | ―                | 321 | 3        | 2     | 1           |

### Finnland
| Finnland | Rang | Name            | Geburtsdatum       | WRL | Einsätze | Siege | Niederlagen |
| -------- | ---- | --------------- | ------------------ | --- | -------- | ----- | ----------- |
| Finnland | 1.   | Emilia Soini    | 16. Oktober 1995   | 55  | 3        | ―     | 3           |
| Finnland | 2.   | Emilia Korhonen | 13. September 1995 | ―   | 5        | 2     | 3           |
| Finnland | 3.   | Riina Koskinen  | 17. April 1997     | 322 | 5        | 2     | 3           |
| Finnland | 4.   | Viivi Paksu     | ―                  | ―   | 2        | ―     | 2           |